# Evans Head Aerodrome
Evans Head Aerodrome är en flygplats i Australien. Den ligger i kommunen Richmond Valley och delstaten New South Wales, i den sydöstra delen av landet, omkring 570 kilometer norr om delstatshuvudstaden Sydney. Evans Head Aerodrome ligger 6 meter över havet.
Trakten är glest befolkad. Närmaste större samhälle är Evans Head, nära Evans Head Aerodrome. 
I omgivningarna runt Evans Head Aerodrome växer i huvudsak städsegrön lövskog. Genomsnittlig årsnederbörd är 1 445 millimeter. Den regnigaste månaden är januari, med i genomsnitt 220 mm nederbörd, och den torraste är oktober, med 28 mm nederbörd.